# Pehr Wilhelm Wargentin
Pehr Wilhelm Wargentin (parroquia de Sunne, Provincia de Jämtland, 11 de septiembre de 1717jul. - Estocolmo, 13 de diciembre de 1783) fue un astrónomo y demógrafo sueco.

## Semblanza
Wargentin era hijo de Wilhelm Wargentin (1670-1735), vicario de Sunne, y de su esposa Christina Aroselia; y bisnieto de Joachim Wargentin (1611-1682), miembro de una familia burguesa originaria de Lübeck, asentada en la localidad finlandesa de Turku.
Cuando Pehr Wargentin tenía 12 años observó un eclipse lunar total que despertaría su interés de por vida en la astronomía. Durante su permanencia en la trivialskola (escuela primaria) de Frösön, su maestro lo consideró lo suficientemente avanzado como para ingresar directamente en la Universidad de Upsala. Sin embargo, el padre de Wargentin quería que asistiese primero al liceo (escuela secundaria) de Härnösand, como así hizo. El joven Wargentin no estaba conforme con el currículum puramente clásico y teológico y la falta de cualquier educación científica del liceo, y no terminó el cuarto curso.
En 1735 se matriculó como estudiante en la Universidad de Upsala, donde sobresalió. Olof Hiorter fue uno de sus profesores. Obtuvo su maestría (entonces el grado más alto otorgado en la Facultad de Artes) en 1743 y se convirtió en docente de astronomía en 1746 y en adjunto en 1748. Fue llamado a Estocolmo como secretario de la Real Academia de las Ciencias de Suecia en 1749 por la muerte del secretario Pehr Elvius, Jr., y permaneció en este puesto hasta su muerte.
Wargentin se convirtió así en el primer secretario de la Academia, que había sido fundada en 1739. Se le considera como una persona importante en la conducción de la Academia hacia su primera edad de oro. También pasó a ser el primer director del Observatorio de Estocolmo fundado por la Academia de Ciencias por iniciativa de su predecesor, Elvius, y completado en 1753.
En 1756 Wargentin se casó con Christina Magdalena Raab, un matrimonio que tuvo tres hijas hasta la muerte de su esposa debido a un aborto en 1769. Fue elegido miembro honorario extranjero de la Academia Estadounidense de las Artes y las Ciencias en 1781.
Wargentin hizo estudios sobre las lunas de Júpiter y publicó en 1741 su primer artículo sobre el tema en las Actas de la Real Sociedad de Ciencias de Uppsala.

## Eponimia
- El cráter lunar Wargentin lleva este nombre en su memoria.[4]
- La escuela secundaria 'Wargentinsskolan' en Östersund, Jämtland, también lleva su nombre, manteniendo una continuidad histórica que se remonta a la escuela a la que asistió el propio Wargentin en Frösön.